# Paraclius propinquus
Paraclius propinquus är en tvåvingeart som beskrevs av Wheeler 1899. Paraclius propinquus ingår i släktet Paraclius och familjen styltflugor. Inga underarter finns listade i Catalogue of Life.